# Elaeosticta tschimganica
Elaeosticta tschimganica är en flockblommig växtart som först beskrevs av Jevgenij Korovin, och fick sitt nu gällande namn av Kljuykov, Pimenov och Vadim Nikolaevich Tikhomirov. Elaeosticta tschimganica ingår i släktet Elaeosticta och familjen flockblommiga växter. Inga underarter finns listade i Catalogue of Life.